# Albuquerque-i nemzetközi repülőtér
Az Albuquerque-i nemzetközi repülőtér (IATA: ABQ, ICAO: KABQ) az Amerikai Egyesült Államok egyik nemzetközi repülőtere, amely Albuquerque közelében található. Éves utasforgalma 4 365 400 fő (2022).

## Futópályák
A repülőtér futópályái:
- 03/21 (10 000 ft, 150 ft, beton)
- 08/26 (13 793 ft, 150 ft, beton)
- 12/30 (6000 ft, 150 ft, beton)

## Forgalom
Az utasforgalom az elmúlt években az alábbi módon változott:
| Utasok száma | 6 121 377 | 6 183 606 | 6 324 149 | 6 493 339 | 5 895 211 | 5 388 559 | 4 745 256 | 4 958 417 | 1 816 411 | 5 310 976 |
|              | 1998      | 2001      | 2004      | 2006      | 2009      | 2012      | 2015      | 2017      | 2020      | 2023      |

## Légitársaságok és úticélok
2025-ben az Albuquerque-i nemzetközi repülőtérről az alábbi járatok indulnak (Utoljára frissítve: 2025-01-5):

### Személy
| Légitársaság         | Célállomások | Források    |
| -------------------- | --- | ----------- |
| Advanced Air         | Carlsbad (NM), Las Cruces, Silver City Szezonális: Angel Fire | [ 3 ]       |
| Alaska Airlines      | Portland (OR), Seattle/Tacoma | [ 4 ]       |
| American Airlines    | Chicago–O'Hare, Dallas/Fort Worth, Phoenix–Sky Harbor | [ 5 ]       |
| American Eagle       | Dallas/Fort Worth,[forrás?] Los Angeles, Phoenix–Sky Harbor | [ 5 ]       |
| Delta Air Lines      | Atlanta, Salt Lake City Szezonális: Minneapolis/St. Paul[forrás?] | [ 6 ]       |
| Delta Connection     | Los Angeles, Salt Lake City | [ 6 ]       |
| JetBlue              | Szezonális: New York–JFK[forrás?] | [ 7 ] [ 8 ] |
| Southwest Airlines   | Austin, Baltimore, Burbank, Chicago–Midway, Dallas–Love, Denver, Houston–Hobby, Kansas City, Las Vegas, Long Beach, Los Angeles, Nashville (kezdődik 2025. április 8-tól), Oakland, Phoenix–Sky Harbor, San Diego Szezonális: Orlando | [ 10 ]      |
| Spirit Airlines      | Las Vegas | [ 11 ]      |
| Sun Country Airlines | Szezonális: Minneapolis/St. Paul |             |
| United Airlines      | Chicago–O'Hare, Denver, Houston–Intercontinental, San Francisco | [ 13 ]      |
| United Express       | Denver, Houston–Intercontinental Szezonális: Chicago–O'Hare[forrás?] | [ 13 ]      |

### Cargo
| Légitársaság                        | Célállomások                                                                                                |
| ----------------------------------- | --- |
| Amazon Air                          | San Bernardino                                                                                              |
| Ameriflight                         | Phoenix–Sky Harbor                                                                                          |
| FedEx                               | Lubbock, Memphis                                                                                            |
| FedEx Feeder operated by Air Dialog | Durango (CO), Farmington, Gallup                                                                            |
| South Aero                          | Alamogordo, Carlsbad, Clovis, Deming, Farmington, Gallup, Grants, Hobbs, Las Vegas (NM), Roswell, Tucumcari |
| United Parcel Service               | Dallas/Fort Worth, El Paso, Louisville, Ontario, Phoenix–Sky Harbor, Salt Lake City                         |